# لارس كريستيان يونسن
لارس كريستيان يونسن (بالنرويجية البوكمول: Lars Kristian Johnsen)‏ هو دراج نرويجي، ولد في 28 أغسطس 1970 في أيدسفول في النرويج.

## وصلات خارجية
- لارس كريستيان يونسن على موقع أوليمبيديا (الإنجليزية)